# Australian Open de 1979
O Australian Open de 1979 foi um torneio de tênis disputado nas quadras de grama do Kooyong Lawn Tennis Club, em Melbourne, na Austrália, entre 24 de dezembro de 1979 e 2 de janeiro de 1980. Corresponde à 12ª edição da era aberta e à 68ª de todos os tempos.

## Finais

### Profissional
| Categoria | Evento    | Campeã(s)(o/ões)                       | Vice-campeã(s)(o/ões)           | Resultado     | Chave(s)  | Chave(s)       |
| --------- | --------- | -------------------------------------- | ------------------------------- | ------------- | --------- | -------------- |
| Simples   | Masculino | Guillermo Vilas                        | John Sadri                      | 7–6, 6–3, 6–2 | principal | qualificatório |
| Simples   | Feminino  | Barbara Jordan                         | Sharon Walsh                    | 6–3, 6–3      | principal | qualificatório |
| Duplas    | Masculino | Peter McNamara Paul McNamee            | Paul Kronk Cliff Letcher        | 7–6, 6–2      | principal | principal      |
| Duplas    | Feminino  | Judy Connor Chaloner Diane Evers Brown | Leanne Harrison Marcella Mesker | 6–1, 3–6, 6–0 | principal | principal      |

### Juvenil
| Categoria | Evento    | Campeã(s)(o/ões)                | Vice-campeã(s)(o/ões) | Resultado | Chave(s)  | Chave(s)       |
| --------- | --------- | ------------------------------- | --------------------- | --------- | --------- | -------------- |
| Simples   | Masculino | Greg Whitecross                 | Craig Miller          | 6–4, 6–3  | principal | qualificatório |
| Simples   | Feminino  | Anne Minter                     | Susan Leo             | 6–4, 6–3  | principal | qualificatório |
| Duplas    | Masculino | Michael Fancutt Greg Whitecross |                       |           | principal | principal      |
| Duplas    | Feminino  | Linda Cassell Sue Leo           |                       |           | principal | principal      |